# Козлів (Бориспільський район)
Козлі́в — село в Україні, у Студениківській сільській громаді Бориспільського району Київської області. Населення становить 604 осіб. Розташоване на річці Трубіж.

## Історія
З 1779 року у селі церква святого Михаїла
Село Козлів (на карті Kozlow) позначене на мапі французького військового інженера Гійома Левассера де Боплана 1648 р. «Генера́льна ка́рта Украї́ни» (лат. Delineatio Generalis Camporum Desertorum vulgo Ukraina. Cum adjacentibus Provinciis)
Є на мапі 1807 року

Братська могила солдат Червоної Армії і пам'ятник воїнам-односельцям, які загинули в роки Другої світової війни, село Козлів, біля клубу

1910 року - село Студеницької волості Переяславського повіту Полтавської губернії, 534 господарства, 3236 мешканців.
В селі Козлів у 1930 році було 447 дворів та мешкало 3190 осіб. На території села в 1930 році був організований колгосп «Більшовик», при цьому комуністи пограбували 8 сімей заможних селян, знущаючись над дітьми та жінками.
Загальна кількість людей, яких комуністи убили голодом, 2560 осіб. З них поіменно встановлено 663 особи. Загиблих ховали на сільському кладовищі, де встановлено дерев'яний хрест з написом: «Жертвам Голодомору 1932—1933 рр.».

## Населення

### Мова
Розподіл населення за рідною мовою за даними перепису 2001 року:
| Мова       | Кількість | Відсоток |
| ---------- | --------- | -------- |
| українська | 597       | 98.84%   |
| російська  | 6         | 0.99%    |
| румунська  | 1         | 0.17%    |
| Усього     | 604       | 100%     |

## Відомі люди
- Телегуз Катерина Зіновіївна — депутатка Верховної Ради УРСР 9-10-го скликань.
- Якубенко Ганна Єгорівна (нар. 1931) — художниця текстилю.